# Dischidodactylus colonnelloi
Dischidodactylus colonnelloi es una especie de anfibio anuro de la familia Strabomantidae. Se distribuye por Venezuela.